# Crabe en mue

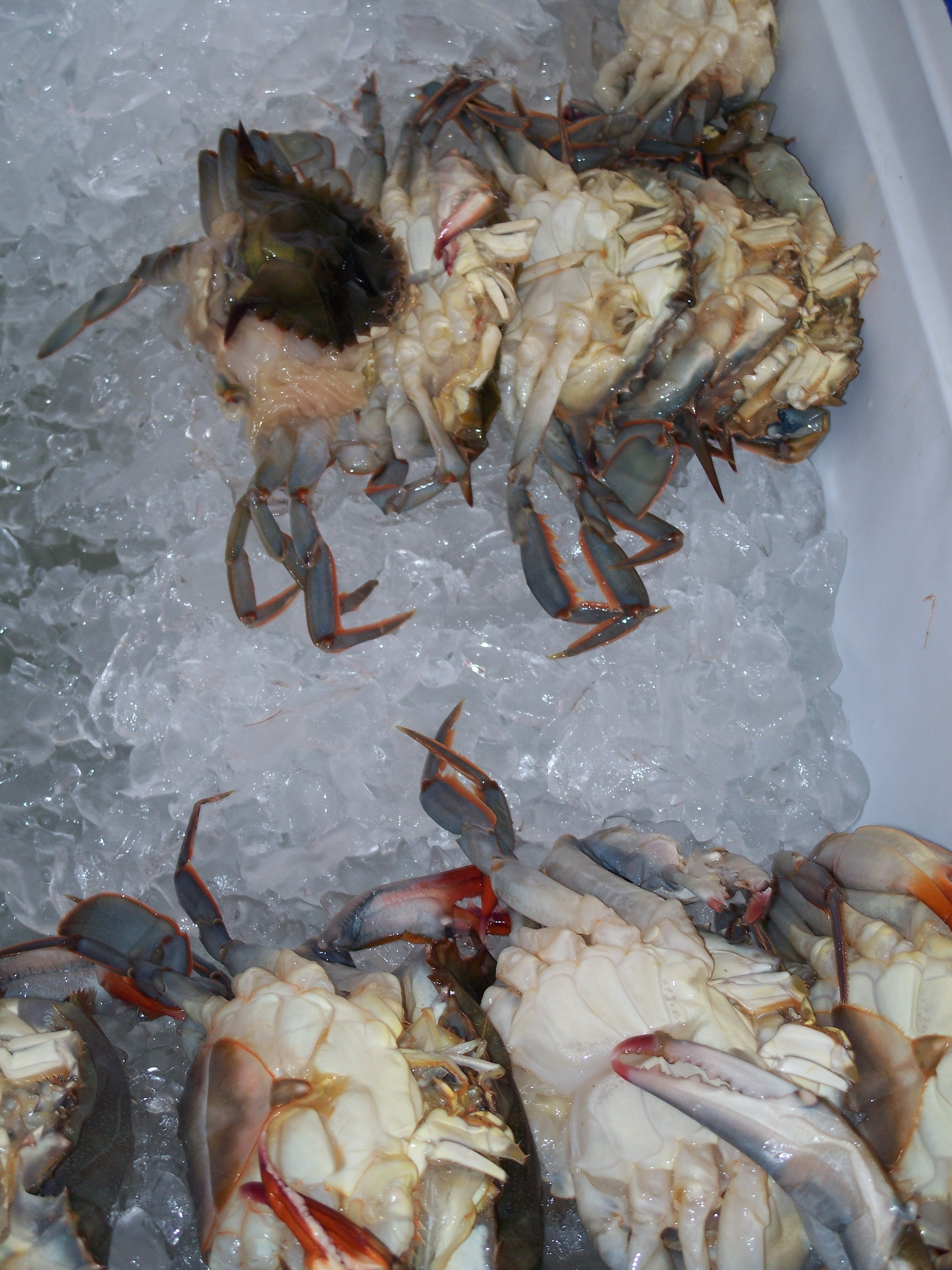
Crabe bleu en mue, en vente à la Nouvelle-Orléans (Louisiane).

Le crabe en mue, ou crabe à carapace molle, est un plat qui se retrouve dans différentes régions : asiatique, nord-américaine, italienne… Il consiste à cuisiner un crabe juste après son exuviation, lorsqu'il est encore mou car n'ayant pas reformé de carapace. La mue ayant lieu une fois par an, en début d'été, fait de ce plat un fruit de mer de saison.

## Spécificités régionales
Chaque région du monde utilise une espèce de crabe particulière, généralement une espèce commune et peu recherchée pour sa chair.
Les États-Unis consomment par exemple le crabe bleu (Callinectes sapidus). L'Asie consomme différentes espèces de crabes des mangroves. Au Japon, différentes espèces sont utilisées pour fabriquer des sushis (makizushi ou temaki-zushi) ; le crabe bleu japonais (Portunus trituberculatus), ou le crabe Charybdis japonica, sont des espèces couramment consommées. En Italie, le moeche, ou moeca, est un mets typique de la lagune de Venise, à base de petits crabes verts de Méditerranée frits. Dans la cuisine charentaise, on mange, frits à la poêle, les crabes en mue localement désignés par le nom de « mouve » en poitevin-saintongeais, dans sa variété saintongeaise de la vallée de la Seudre.

## Préparation

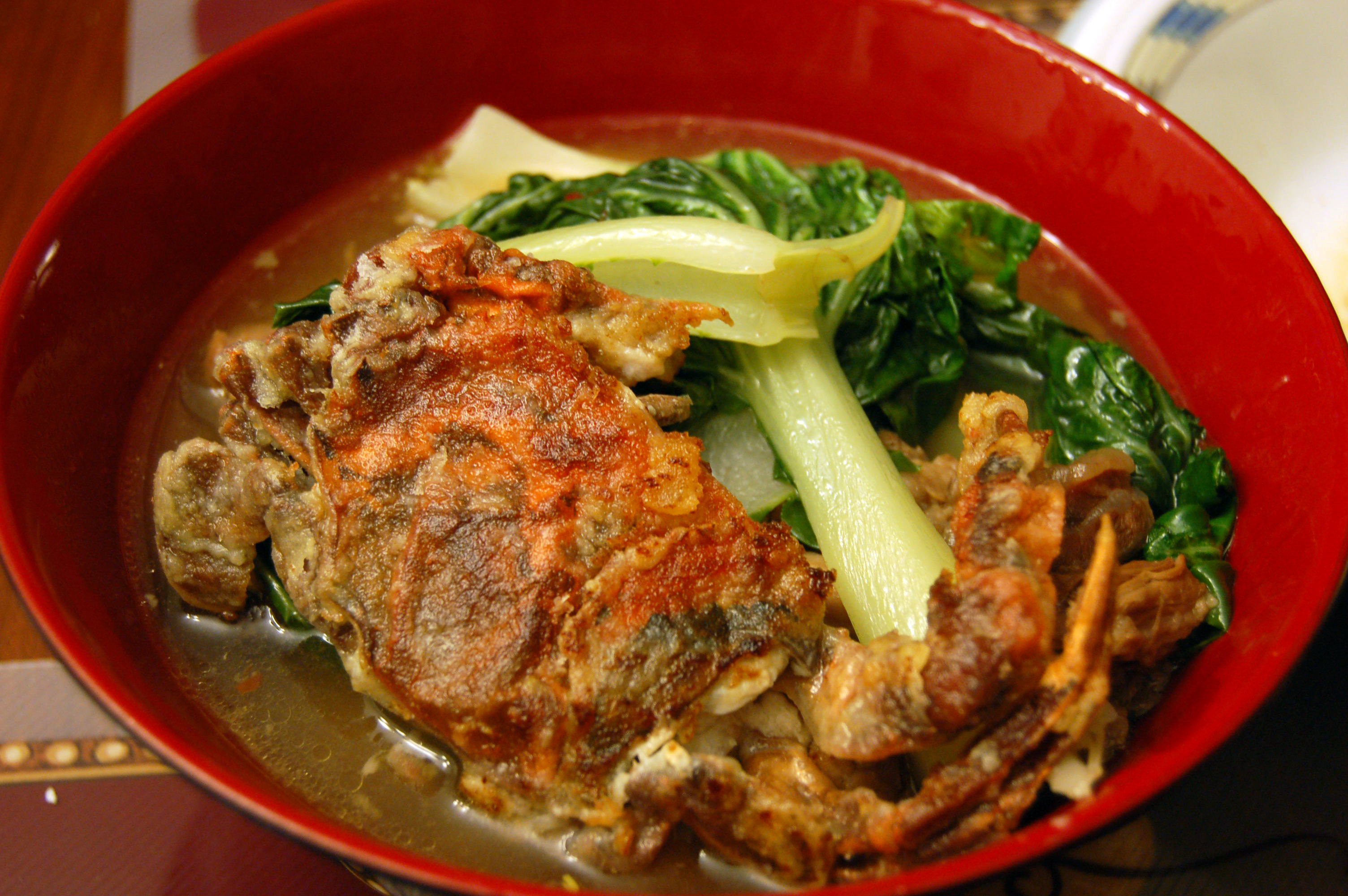
Crabe frit dans une soupe de nouilles.

La carapace du crabe commence à se reformer vers le quatrième jour suivant la mue. Il est donc nécessaire de consommer le crabe dans les trois jours après la perte de l'ancienne carapace. Par conséquent, il peut être difficile de se procurer ce produit frais, qu'on trouve plus généralement surgelé.
Afin de conserver ses arômes, il est déconseillé de cuire le crabe en mue dans de l'eau. L'usage courant consiste à l’assaisonner et à le paner à la farine ou à la chapelure et à le faire sauter ou frire. On l'accommode de jus de citron ou de sauce tartare.

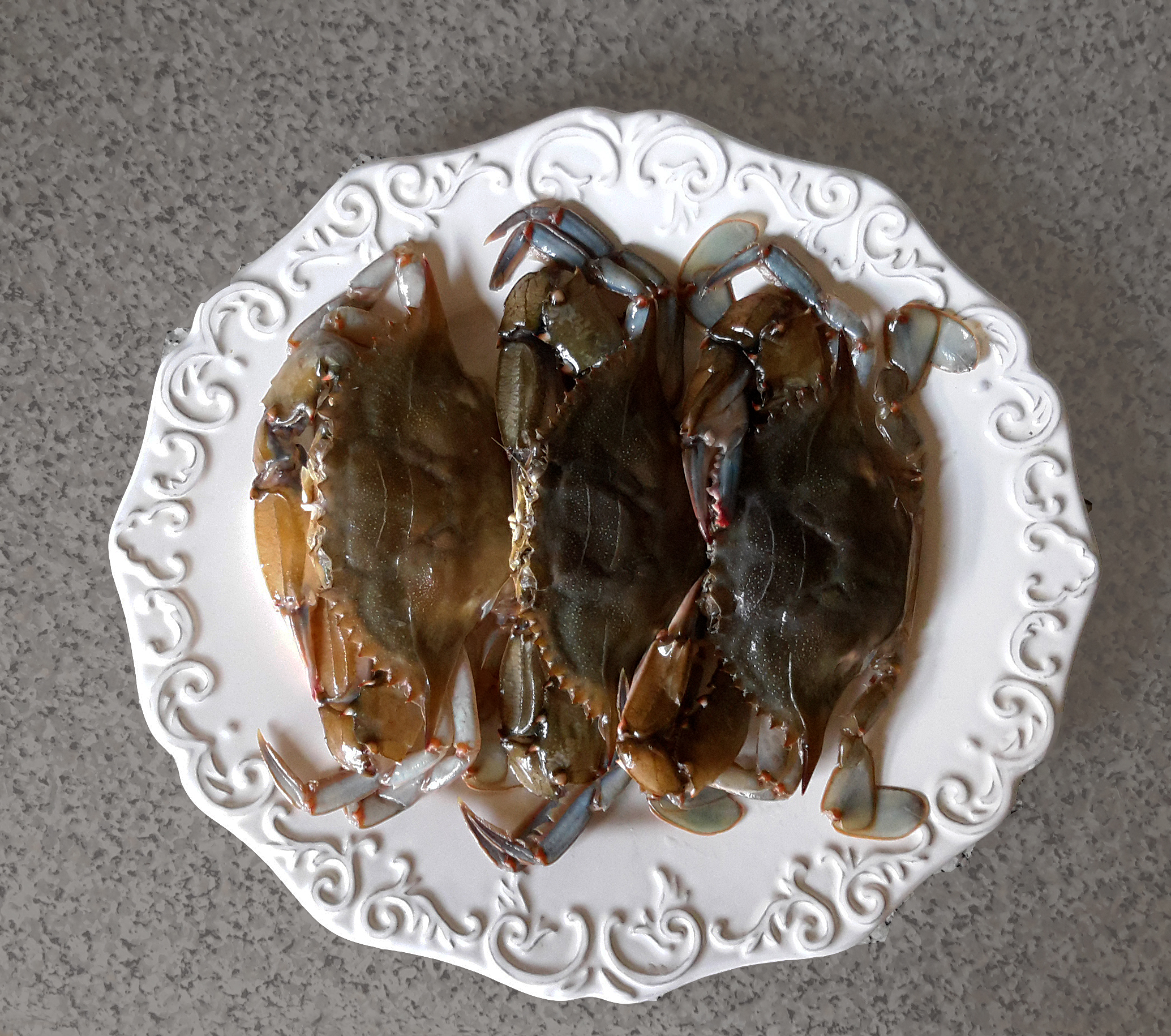
Trois crabes en mue prêts à être cuisinés.